# 876
سنة 876 م كانت سنة كبيسة تبدأ يوم الأحد (الرابط يظهر نموذج التقويم الكامل للسنة) من التقويم اليولياني. بدأت تسمية السنة ب876 منذ العصور الوسطى المبكرة، عندما أصبح تقويم أنو دوميني هو الأسلوب السائد في أوروبا لتسمية السنوات.

## مواليد
- هنري الصياد
- علي المكتفي بالله

## وفيات
- بودو أليازار
- بيورن يارنسيدا
- كونراد الثاني، كونت أوكسار
- لودفيش الجرماني